# Tibor Molnár (jurnalist)
Tibor Molnár (n. 14 decembrie 1911, Sibiu, Austro-Ungaria – d. 15 martie 1998, București, România) a fost un ziarist și traducător maghiar din România.

## Biografie
A absolvit clasele I-IV la Liceul romano-catolic din Arad, apoi Școala Superioară de Comerț (1929). Și-a început cariera de ziarist la Aradi Közlöny în 1930, apoi, începând din 1935, a devenit corespondentul la Arad al ziarelor Brassói Lapok și Népújság. A publicat articole și în revista Új Század. Colaborează apoi la ziarele Patriotul și Flacăra Roșie din Arad (1944-1949), apoi devine redactor-șef adjunct la Veac Nou și Új Század din București (1950-1953), director la Editura Cartea Rusă (1954-1958) și funcționar la Centrul de Librării până la pensionarea sa (1964). A continuat să publice articole în ziarele Előre, Új Élet și A Hét.
A tradus în limba maghiară opere literare ale scriitorilor români: Apărarea are cuvântul (A védelemé a szó, 1936) de Petre Bellu, teatru românesc contemporan (Horia Lovinescu, Paul Everac, Aurel Baranga, Theodor Mazilu, Lucia Demetrius, Dumitru Solomon, Dorel Dorian, Dan Tărchilă). O parte dintre piesele de teatru românești contemporane au fost incluse în volumele Kortárs román drámák (Drame românești contemporane, 1983) și Kortárs román vígjátékok (Comedii românești contemporane, 1984) tipărite de Editura Kriterion. A tradus din limba germană un roman al lui Paul Schuster (Amikor nincs sugara a napnak 1964), precum și romane contemporane rusești în anii 1950 și 1960.
A tradus în limba română comedia Olympia (1967) de Ferenc Molnár, Tetemrehívás (1974) de Lajos Mesterházi, Mi, szemüvegesek (1974) de Klára Fehér, romanul documentar Dóra jelenti... al lui Sándor Radó. Între anii 1982-1986 a selectat povestiri scrise de István Örkény, Erzsébet Galgóczi și Ferenc Karinthy pentru un volum de literatură maghiară publicat de editura Horizont.